# Пуцко, Александр Владимирович
Александр Владимирович Пуцко (укр. Олександр Володимирович Пуцко, род. 4 августа 1981, Глухов, Сумская область) — украинский лыжник, участник двух Олимпийских игр.

## Карьера
В Кубке мира Пуцко дебютировал в декабре 2007 года, кубковых очков не завоёвывал, лучший результат в личных гонках 48-е место в масс-старте на 15 км свободным ходом. Лучшим достижением Пуцко в общем итоговом зачёте Кубка Восточной Европы является 25-е место в сезоне 2007-08, в общем итоговом зачёте Кубка Скандинавии 68-е место в сезоне 2006-07.
На Олимпиаде-2006 в Турине, стал 52-м в скиатлоне 15+15 км, 66-м в спринте свободным стилем и 14-м в эстафете, кроме того стартовал в масс-старте на 50 км, но не добрался до финиша.
На Олимпиаде-2010 в Ванкувере, стартовал в двух гонках: 15 км коньком — 62-е место, скиатлон 15+15 км — 52-е место.
За свою карьеру принимал участие в четырёх чемпионатах мира, лучший результат 14-е место в эстафете на чемпионате-2003 в итальянском Валь-ди-Фьемме, а в личных гонках 15-е место в гонке на 15 км коньком на чемпионате мира 2007 года.
Использовал лыжи производства фирмы Fischer, ботинки и крепления Salomon.